# Partita na instrument drewniany
Partita na instrument drewniany – polski film wojenny z 1975 roku na podstawie sztuki Stanisława Grochowiaka. 
Był kręcony w Serocku.

## Obsada aktorska
- Jerzy Turek – cieśla Weych
- Piotr Fronczewski – porucznik Anton
- Janusz Paluszkiewicz – właściciel tartaku Łaciak
- Zdzisław Szymański – Stulpa
- Bogumił Antczak – Pilecki
- Henryk Hunko – woźnica Kosma
- Ryszard Dreger – Sułak
- Józef Pieracki – ksiądz
- Adolf Chronicki – żołnierz, pułkownik
- Marian Rułka – wikary
- Mieczysław Łoza – właściciel gospody Korynt
- Tomasz Zaliwski – kowal
- Andrzej Chrzanowski – operator kroniki filmowej
- Zbigniew Lesień – oficer dyżurny
- Wanda Stanisławska-Lothe − handlarka

## Fabuła
Małe ubogie miasteczko w Generalnym Gubernatorstwie. W miejscowym tartaku niemiecki porucznik Anton składa nietypowe zamówienie na wielką szubienicę dla grupy partyzantów. Skuszony zarobkiem właściciel tartaku werbuje pracowników. Grupą robotników kieruje Weych, którego córka jest ciężko chora i potrzebuje pieniędzy na leki. Porucznik terroryzuje miasteczko i przygotowuje egzekucję z wielkim rozmachem. W końcu po robocie płaci robotnikom na oczach zebranych w gospodzie. Weych wraca do domu i okazuje się, że córka zmarła. O świcie dochodzi do egzekucji. Wtedy Weych przebija się przez tłum z bańką nafty schowaną pod ubraniem. Kiedy dociera na podium, wyjmuje naftę i podpala szubienicę.